# Luigi Ferraro (militare)
Luigi Ferraro (Quarto dei Mille, 3 novembre 1914 – Genova, 5 gennaio 2006) è stato un ufficiale della MVSN e pioniere della subacquea italiano.
Prestò servizio nel Gruppo Gamma (guastatori) della Xª Flottiglia MAS della Regia Marina e della RSI durante la seconda guerra mondiale venendo decorato con la medaglia d'oro al valor militare avendo affondato da solo tre navi nemiche.

## Biografia
Spostatosi con la famiglia in Libia dove il patrigno si era lanciato nella coltivazione delle kenzie ottenendo buoni risultati, all'età di 14 anni Luigi Ferraro iniziò ad immergersi verso i fondali marini.
Nel 1933 partì per Roma dove prese parte al Campo Dux, qui entrò in contatto con gli studenti dell'Accademia fascista maschile di educazione fisica. Da questa esperienza ritornò entusiasta, così dopo aver conseguito a Tripoli l'abilitazione magistrale nel 1935, si trasferì a Roma dove nel 1937 ottenne l'abilitazione ad insegnante di educazione fisica all'Accademia che aveva sede nella Farnesina e i gradi di ufficiale della Milizia volontaria per la sicurezza nazionale per quanto riguardava le organizzazioni giovanili. Rientrò in Libia come insegnante di ginnastica e nel 1939 si sposò con la triestina Orietta Romano che si trovava anch'essa a Tripoli come insegnante di educazione fisica. Dalla loro unione nacquero due figli. All'approssimarsi della guerra il governatore della Libia italiana Italo Balbo predispose il rientro in Italia dei bambini e Ferraro essendo ufficiale della Gioventù italiana del littorio fu incaricato di scortarli a Napoli. L'arrivo a Napoli avvenne il 10 giugno 1940, il giorno in cui l'Italia entrò ufficialmente in guerra.

### Seconda guerra mondiale
Rientrato rapidamente a Tripoli si presentò al comando della MVSN ma avendo trovato già completi i quadri ufficiali si arruolò volontario come camicia nera. Ammesso alla frequenza del Corso Ufficiali di complemento, nominato sottotenente, fu assegnato al 20º Reggimento Artiglieria. Venne successivamente inquadrato nella Milizia marittima di artiglieria (MILMART), che era una specialità di artiglieria della Milizia volontaria per la sicurezza nazionale dipendente dal Ministero della Marina. Nel 1942 ebbe il comando di una batteria costiera.

### La missione ad Alessandretta
Frequentò la scuola sommozzatori di Livorno, ed ottenuto il brevetto passò al Gruppo Gamma, del quale divenne poi vicecomandante ed istruttore. Nel maggio 1943 venne inviato personalmente dal comandante della Xª Flottiglia MAS Junio Valerio Borghese in Turchia con l'incarico di compiere azioni di sabotaggio contro mercantili nemici e, con la copertura del passaporto diplomatico figurando come impiegato al consolato italiano di Alessandretta. Fu dotato per la propria missione di quattro valigie protette da immunità diplomatica in cui era contenuto l'equipaggiamento e due cariche esplosive. Per circa un mese Ferraro si creò un alibi presso il consolato facendosi passare per un imboscato assistito in ciò dal segretario del consolato Giovanni Roccardi, in realtà Tenente di Vascello dal Servizio informazioni segrete della Marina (SIS).
Un poco alla volta trasportò tutto il materiale alla spiaggia da cui avrebbe intrapreso le missioni nascondendolo nella propria cabina. Da giugno condusse quattro azioni di sabotaggio contro i mercantili nemici, nei porti di Alessandretta e di Mersina.
Nel primo porto applicò, la sera del 30 giugno, due bauletti esplosivi alla chiglia del piroscafo greco Orion di 7 000 tsl, carico di minerale di cromo, che affondò il mattino successivo a poche miglia dal porto. Il 9 luglio, operando dal vicino porto di Mersina, ripeté l'operazione sul piroscafo Kaituna di 10 000 tsl, il quale subì ingenti danni e fu portato ad incagliare sulle coste di Cipro per evitarne l'affondamento. Nuovamente a Mersina, Luigi Ferraro ripeté l'azione, la sera del 30 luglio, sul piroscafo britannico Sicilian Prince, che non ebbe a subire conseguenze perché una ispezione alla carena consentì ai sommozzatori britannici di rimuovere i bauletti esplosivi.
Migliore sorte ebbe l'azione effettuata il 1º agosto contro la motonave norvegese Fernplant di 7 000 tsl, carica anch'essa di minerale di cromo ed ancorata nel porto di Alessandretta. La Fernplant affondò poi nelle acque al largo della Siria. Avendo finito l'esplosivo a disposizione e non potendo quindi effettuare ulteriori attacchi al naviglio nemico, rientrò in Italia nell'agosto dello stesso anno. Per le quattro missioni venne inizialmente decorato di quattro medaglie d'argento al valor militare, convertite nel dopoguerra in una medaglia d'oro al valor militare.

### Nella Repubblica Sociale Italiana
(Luigi Ferraro)

Gruppo Gamma di Valdagno novembre 1944

Dopo l'armistizio dell'8 settembre aderì alla Repubblica Sociale Italiana e rientrò al Gruppo Gamma della Xª MAS sotto il comando di Eugenio Wolk. Nel novembre il Gamma da La Spezia fu trasferito a Valdagno e Ferraro ne divenne vicecomandante. Tra i suoi compiti vi fu la progettazione di operazioni coperte nell'Italia occupata dagli anglo-americani. Nella primavera 1944 Ferraro avviò un'operazione che avrebbe dovuto stabilire contatti con la Marina del Sud, in particolare con il ministro della Regia Marina Raffaele De Courten. Ottenuta l'autorizzazione, il 15 marzo insieme ad altri tre incursori tra cui il guardiamarina Luigi Kalby lasciò Roseto degli Abruzzi per Pescara ma dopo aver fallito la partenza per quattro volte l'operazione fu rimandata e non più ripresa.

#### Bloccati a Valdagno, i contatti con la Brigata partigiana Stella
Il 24 aprile 1945 il Gruppo Gamma a Valdagno, passato nel frattempo sotto il comando di Ferraro dato che Wolk pochi giorni prima era stato destinato ad altro incarico a Venezia si mosse verso il Ridotto della Valtellina ma giunto quasi a Verona e rimasto tagliato fuori dall'avanzata angloamericana preferì rientrare a Valdagno. Qui non si sbandò ma attese l'arrivo degli anglo-americani in caserma che però non arrivarono e Ferraro riassunse il comando della caserma.
Il 26 aprile Ferraro fu contattato dal locale CLN affinché il Gruppo Gamma collaborasse ad impedire ad una colonna tedesca in ritirata di far saltare il Lanificio Luigi Marzotto & Figli. Ferraro si prestò e, dopo aver contattato il comandante tedesco venne a conoscenza del fatto che i partigiani avevano attaccato la colonna in ritirata provocando un ferito e pertanto intendevano distruggere i lanifici Marzotto per rappresaglia. L'ufficiale tedesco si dichiarò disposto a rinunciare alla rappresaglia in cambio del libero passaggio così Ferraro si recò "in divisa della "Decima"", a trattare con i partigiani il passaggio della colonna.
L'operazione andò a buon fine e si ripeté pochi giorni dopo quando una nuova colonna tedesca, attestatasi a Cornedo, reclamava degli ostaggi per garantirsi il libero transito. Anche in questo caso, con la mediazione di Ferraro la situazione si sbloccò. Nel frattempo Ferraro faceva rientrare alle proprie abitazioni i propri marò facendoli dotare di lasciapassare della Brigata partigiana Stella. Il 27 aprile, in base ad un accordo tra i Gamma e il CLN, due camion carichi di esplosivo uscirono dalla caserma per portare il materiale presso la cava di Valle di Castelgomberto ma il carico fu intercettato e sequestrato dai partigiani del Battaglione Valleogra, il guardiamarina Ezio Parigi di Venezia responsabile del trasporto fu ucciso.
Il 27 aprile il capitano di corvetta Lionel Crabb contattò Ferraro a Valdagno proponendogli di collaborare con l'Esercito britannico per continuare la guerra contro il Giappone ma Ferraro si rifiutò «Può darsi che in futuro debba pentirmi per questo rifiuto, ma per ora una collaborazione come l'intendete voi è da escludere.»
Ferraro e il resto degli ufficiali restarono accasermati quasi fino alla fine di maggio quando fecero ritorno a casa.
L'unico che fu imprigionato fu Kalby e Ferraro che a un certo punto si trovò anch'esso ricercato si recò a trovarlo a Poggioreale insieme alla madre di lui. Nell'occasione si spacciò per il fidanzato della sorella.

### Dopoguerra
Nel dopoguerra, posto in congedo, si occupò del recupero di navi affondate quindi, nel marzo 1948 fondò assieme alla moglie, sull'isola d'Elba, la prima società sportiva subacquea e curò la divulgazione della tecnica delle immersioni subacquee fra i civili, insegnando l'utilizzo del respiratore a circuito chiuso, «senza emissione a scarico di bolle», facendo entrare la pratica subacquea nella FIPS (Federazione italiana pesca sportiva) e organizzando insieme al Touring Club Italiano la prima scuola sportiva subacquea antenata dei moderni centri immersioni. Le attività didattiche di Ferraro lo resero il padre della subacquea moderna, in Italia.
Nel 1948 inizia a collaborare con la Cressi Sub per la quale realizzò due fra le principali innovazioni della tecnica subacquea: la maschera "Pinocchio" e le pinne "Rondine", divenendone direttore fino al 1960.
Nel 1952 organizza a Genova una scuola per sommozzatori civili professionisti per conto del Ministero dell'Interno - Direzione Generale Servizi Antincendi, ai corsi della quale parteciparono vigili del fuoco, e dall'anno successivo personale dell'Arma dei Carabinieri e della Guardia di finanza.
Nel 1953 il regista pugliese Francesco De Robertis realizza il film Mizar (Sabotaggio in mare), liberamente ispirato alle sue vicende militari.
Dalla preesistente "Confederazione internazionale pesca sportiva" nel 1959 a Monaco viene fondata la "Confederazione mondiale attività subacquee", della quale viene eletto presidente Jacques-Yves Cousteau e Ferraro ne diventa vicepresidente, rimanendovi nella dirigenza per vent'anni. Durante quegli anni Ferraro è direttore tecnico della Nazionale Italiana per le gare di pesca subacquea, nella sua posizione, mette nella squadra per i primi Campionati del Mondo di Pesca Subacquea il genovese Mario Catalani che, secondo il parere dei più e gli ultimi risultati, avrebbe dovuto essere escluso: Catalani diventò il campione del mondo.
Dal 1962 si mette in proprio come imprenditore fondando la Technisub, con la quale ha ulteriori successi come imprenditore e organizzatore (ad es. i record di profondità di Enzo Majorca).
Ferraro muore il 5 gennaio 2006 a Genova, onorato con i Funerali di Stato. La richiesta dei familiari di vederlo tumulato nel Pantheon del Cimitero monumentale di Staglieno, in cui sono inumate le personalità più illustri della città di Genova, non venne tuttavia accolta dalle autorità municipali. Ferraro riposa a Trieste con la moglie Orietta Romano, nella sua tomba di famiglia nel Cimitero monumentale di Sant'Anna.

## Onorificenze
1995 Award della Historical Diving Society Italia, HDS Italia
1998 Presidente Onorario della Historical Diving Society Italia, HDS Italia fino al 2006